# Köselitz
Köselitz è una frazione della città tedesca di Coswig (Anhalt), nella Sassonia-Anhalt.

## Storia
Köselitz, che conta 184 abitanti (dati al 2007), fu nominata per la prima volta nel 1265. Costituì un comune autonomo fino al 1º gennaio 2009.